# 兵庫県立塚口病院
兵庫県立塚口病院（ひょうごけんりつつかぐちびょういん）は、兵庫県尼崎市にあった県立病院。臨床研修指定病院や地域周産期母子医療センターなどの指定を受けていた。
病院の基本理念は、「県民によりよい医療を提供し、それによって、県民の健康の回復・維持・増進に努めます。」

## 統合移転
2015年7月1日に県立尼崎病院と統合し、尼崎市東難波町の兵庫県立尼崎総合医療センターへ移転した。跡地は三菱地所レジデンスと医療法人社団兼誠会が取得し、マンションおよび在宅総合支援センターが建設される他、兼誠会が運営する杉安病院が新築移転、2019年2月に医療法人社団 兼誠会 つかぐち病院として開院した。。

## 年表
- 1922年 - 市立尼崎診療所が市役所の一角に開院[2]。
- 1936年10月 - 兵庫県に移管、県立西宮懐仁病院尼崎分院が北城内の庄下川東岸に開院。
- 1938年4月 - 県立尼崎懐仁病院と改称。
- 1947年5月 - 県立尼崎病院と改称。
- 1953年10月 - 県立尼崎病院塚口分院が開院。
- 1969年8月 - 総合病院となる。
- 1974年10月 - 県立塚口病院と改称。
- 2006年10月 - 地域周産期母子医療センターを開設。
- 2015年6月30日 - 兵庫県立尼崎総合医療センターへの統合に伴い閉院。

## 診療科
- 内科
- 消化器科
- アレルギー科
- 小児科
- 外科
- 整形外科
- 小児外科
- 皮膚科
- 泌尿器科
- 産婦人科
- 眼科
- 耳鼻咽喉科
- リハビリテーション科
- 放射線科
- 麻酔科

## 交通アクセス
- 阪急塚口駅下車　徒歩約10分
- JR塚口駅下車　徒歩約15分